# Trương Tông Vũ
Trương Tông Vũ (chữ Hán: 张宗禹, bính âm: Zhāng Zōng Yǔ), không rõ năm sinh năm mất, ước đoán được sinh ra vào khoảng cuối đời Gia Khánh – đầu đời Đạo Quang, nhà Thanh miệt xưng là Trương Tổng Ngu (张总愚, Zhāng Zǒng Yú), tên lúc nhỏ là Huy, xước hiệu Tiểu diêm vương, người Trương Đại Trang, Bạc Châu , thủ lĩnh quân Tây Niệp của giai đoạn sau phong trào khởi nghĩa Niệp quân phản kháng nhà Thanh, tự xưng Lương vương của Thái Bình Thiên Quốc.

## Thời kỳ đầu của Niệp quân

### Tham gia khởi nghĩa
Ông sinh ra trong một gia đình địa chủ, tài sản có hơn 4 ngàn mẫu ruộng vườn. Cha là Trương Phú Tân, chỉ muốn Tông Vũ đọc sách làm quan. Ông tuy thích đọc sách, nhưng không hứng thú với thi cử. Khi trưởng thành, Tông Vũ thường đi lại với thành viên Niệp đảng. Năm Hàm Phong thứ 5 (1855), vì chút bất đồng trong nhà, Tông Vũ bỏ đi theo chú họ là Trương Nhạc Hành (Trương Đại Trang cách quê nhà của Nhạc Hành là thôn Trương Lão Gia 8 dặm về phía tây nam), chính vào lúc Nhạc Hành đang chuẩn bị nổi dậy phản Thanh. Nhạc Hành vui vẻ giữ ông ở lại bên mình, cho giúp việc văn thư.
Năm sau (1856), Tông Vũ nắm cánh quân cờ vàng viền vàng, tức là vệ binh của Nhạc Hành, tham gia chiến đấu khắp Hoài Nam, Hoài Bắc.
Năm thứ 7 (1857), Nhạc Hành đánh chiếm Lục An, sai Tông Vũ đưa mấy cánh quân đi Ngũ Hà diệt trừ quan quân còn sót lại. Ông hỏi nếu tướng sĩ không tuân lệnh thì làm thế nào? Nhạc Hành đáp cứ giết đi! Dẹp xong Ngũ Hà, Tông Vũ thu quân. Phản tướng của nghĩa quân là Lý Chiêu Thọ soái quan quân đuổi theo, ông ra lệnh quay lại đánh trả, thân tín của chủ tướng quân cờ vàng viền chàm là Trương Văn không nghe, Tông Vũ bắt chém 18 người, ném đầu – thây xuống sông. Mọi người trông thấy thì run sợ, nhất nhất nghe lệnh. Ông đánh tan Chiêu Thọ rồi quay về, Trương Văn tố cáo với Nhạc Hành. Nhạc Hành hỏi, Tông Vũ nhắc lại lời dạy trước, Nhạc Hành cảm thán sánh ông với Diêm vương. Từ đây trong quân gọi Tông Vũ là Tiểu diêm vương.
Tháng giêng năm thứ 10 (1860) ÂL, Tông Vũ đưa 3 vạn quân Niệp ở Hoài Bắc đi tập kích Tô Bắc. Ngày 1 tháng 2 ÂL, nghĩa quân chiếm được Đào Nguyên ở phía nam Tứ Châu, đánh tan 300 quan quân của đô tư Đức Hưng, vượt sông Thanh Thuận, đến được Vương Gia Doanh, một trận đánh hạ trọng trấn Thanh Giang Phổ , bắt giết bọn Hoài Hải đạo viên Ngô Bảo Tấn, thông phán Thẩm Nho và phó tướng Thư Tường. Đây là thắng lợi đáng kể nhất của quân Niệp ở Hoài Bắc, ông được Thái Bình Thiên Quốc thụ phong tước Thạch Thiên Yến.

### Thay thế Trương Nhạc Hành
Năm Đồng Trị đầu tiên (1862), Tông Vũ soái quân bản bộ - đang hoạt động ở tây bộ Hà Nam - tham gia cánh quân tây chinh của Thái Bình Thiên Quốc, do bộ tướng của Trần Ngọc Thành là Lại Văn Quang, Trần Đắc Tài chỉ huy. Họ đưa quân vào Thiểm Nam, dân Hồi nhao nhao hưởng ứng. Sau khi Ngọc Thành bị bắt, quân tây chinh quay lại Hà Nam để cứu chủ tướng. Ngọc Thành bị hại, ông đưa quân Niệp đông tiến, chiếm lĩnh Hiếu Cảm thuộc Hồ Bắc. Bị quan quân ngăn trở, Tông Vũ đưa quân quay về Bạc Châu hội họp với Nhạc Hành.
Năm thứ 2 (1863), Tăng Cách Lâm Thấm dồn quân vây đánh Trĩ Hà Tập, vì muốn phân tán chủ lực địch, Tông Vũ được điều đi Hà Nam, liên hiệp với Trần Đại Hỷ vu hồi tấn công. Chưa kịp trở về thì Trĩ Hà Tập thất thủ, Nhạc Hành bị hại. Ông soái quân quay về An Huy, tiến đánh các nơi Thái Hồ, Tiềm Sơn, Đồng Thành, vào khoảng tháng 6 ÂL chiếm lại Trĩ Hà Tập, hành hình các thủ lĩnh đã đầu hàng quan quân là Dương Thụy Anh, Vương Hoài Nghĩa. Quân Niệp ở các tập Tây Dương, Cao Lô, Thạch Cung Sơn, Nghĩa Môn tái khởi hưởng ứng, đi theo Tông Vũ, đốt phá kho lương của quan quân. Mùa thu, nghe tin Tăng Cách Lâm Thấm nam hạ, ông trở lại Hà Nam, cùng bọn Trần Đại Hỷ, Nhiệm Hóa Bang liên kết chống lại quan quân.

## Thời kỳ sau của Niệp quân

### Tổ chức Niệp quân mới
Mùa xuân năm thứ 3 (1864), quân Thái Bình ở tây bắc mưu tính giải vây cho Thiên Kinh, từ Thiểm Tây đông hạ. Hạ tuần tháng 3 ÂL, Tông Vũ hội quân với quân Thái Bình, tham gia giải vây. Kỵ binh Mông Cổ của Tăng Cách Lâm Thấm, quân Ngạc (Hồ Bắc) của Hồ Quảng tổng đốc Quan Văn, quân Dự (Hà Nam) của Hà Nam tuần phủ Trương Chi Vạn và quân Hoàn (An Huy) của An Huy tuần phủ Kiều Tùng Niên đón đánh nghĩa quân. Đôi bên đại chiến ở đông bộ Hồ Bắc, nghĩa quân thất bại, kế hoạch đông hạ không thành. Mùa hạ, Thiên Kinh thất thủ, ông cùng quân Thái Bình của bọn Lại Văn Quang, Mã Vĩnh Hòa hợp vây Ma Thành thuộc Hồ Bắc, bị bộ tướng của Tăng Cách Lâm Thấm là bọn Trần Quốc Thụy, Thành Đại Cát đánh bại, chia nhau chạy vào các nơi Túc Tùng, Vọng Giang, Tiềm Sơn, Thái Hồ thuộc An Huy. Tăng Cách Lâm Thấm từ Anh Sơn đuổi đến Đặng Châu thuộc tây bộ Hà Nam, Tông Vũ dùng toàn kỵ binh, di chuyển rất nhanh.
Các tướng lãnh Niệp quân cầm đầu là Tông Vũ đề cử Lại Văn Quang làm lãnh tụ, thống nhất chỉ huy Niệp quân và Thái Bình quân. Vào khoảng tháng 12 ÂL, hai lực lượng này được hợp nhất thành Tân Niệp quân ở tây bộ Hà Nam, tiếp tục dùng niên hiệu, phong hiệu của Thái Bình Thiên Quốc. Ông có phong hiệu mới là Lương vương (là tự phong hay được phong vẫn còn là chủ đề tranh cãi, nhưng khả năng lớn hơn là tự phong). Liền sau đó Tông Vũ liên tiếp đánh bại Tăng Cách Lâm Thấm ở Đặng Châu, ở Lỗ Sơn.

### Đại thắng Cao Lâu Trại
Mùa xuân năm thứ 4 (1865), Tông Vũ chạy đi Úy Thị, Tăng Cách Lâm Thấm đuổi theo, ông lại theo hướng tây nam chạy đi Lâm Dĩnh, rẽ sang hướng đông đi Yển Thành, rồi nhắm hướng nam đi Tây Bình, Toại Bình, chuyển sang hướng đông đi Nhữ Ninh, chợt nam chợt bắc. Tháng 3 ÂL, nhằm dẫn dụ Tăng Cách Lâm Thấm, Tông Vũ đưa quân ra bắc, ngày đêm không nghỉ, từ Lý Bát Tập vượt Hoàng Hà, theo lối cũ vào Sơn Đông. Trong vài ngày, vượt các huyện Tào, Hà Trạch, Định Đào, Thành Vũ, Vận Thành, Cự Dã, Kim Hương, Tế Ninh, rong ruổi ngang dọc, đi lại nhanh chóng, áp sát tỉnh Trực Lệ. Tăng Cách Lâm Thấm bị triều đình chỉ trích thả giặc Niệp ra bắc, nóng ruột thúc quân đuổi theo suốt mấy chục ngày, người không rời yên, ngựa không dừng vó, binh sĩ kiệt sức mà chết đến vài trăm.
Hạ tuần tháng 3 ÂL, nghĩa quân tiến vào Hà Trạch thuộc Sơn Đông, Tông Vũ sắp đặt mai phục ở 3 mặt bắc, tây, đông của rừng liễu tại Gia Mật Trại, Tào Châu. Ngày 23 ÂL, ông sai một cánh quân nhỏ tiến đánh Giải Nguyên Tập, vờ thua dụ quan quân đuổi theo. Quan quân rơi vào ổ phục kích, thua chạy về Cao Lâu Trại. Tông Vũ soái quân đuổi đến, giao chiến đến chiều, đào hào làm trại. Hôm sau nghĩa quân diệt sạch quan quân, giết được chủ tướng Tăng Cách Lâm Thấm cùng các quan viên văn võ Nội các học sĩ Toàn Thuận, tổng binh Hà Kiến Ngao, Ngạch Nhĩ Kinh Ách. Đây chính là thắng lợi lớn nhất của Niệp quân, triều đình cả sợ, điều gấp Tăng Quốc Phiên làm khâm sai đại thần, mệnh cho ông ta soái lĩnh quân Tương, Hoài ra bắc.

### Lãnh đạo Tây Niệp quân
Sau đại thắng, Tông Vũ đưa quân từ khu vực lầy lội thuộc Sơn Đông nam hạ, đi qua giao giới Giang Tô – Hà Nam mà đến được bắc bộ An Huy. Khoảng tháng 5 ÂL, ông cùng Lại Văn Quang đưa quân tiến vào nội địa huyện mới đặt là Qua Dương, đánh chiếm Long Sơn, ở Bắc Đài Tử cùng quan quân đại chiến. Anh Hàn cùng bọn Đạo viên Nhiệm Lan Sanh, Sử Niệm Tổ soái 17 doanh chống lại nghĩa quân suốt 3 giờ, mất hơn 2000 người, phải lui về thành đất mới đắp Qua Dương. Nghĩa quân trùng trùng bao vây, vào ngày 24 ÂL đánh chiếm Cao Lô Tập, cắt đứt đường vận lương của địch, rồi tấn công Trĩ Hà Tập. Anh Hàn trong đêm chạy đi Tây Dương Tập, cầu viện quân Tương, Hoài. Ngày 29 ÂL, quân Hoài của Lưu Minh Truyện, Chu Thịnh Ba cùng quân Hà Nam của Trương Diệu, Tống Khánh và quân An Huy của Anh Hàn, Trương Đắc Thắng về cứu Qua Dương. Ngày 3 tháng 6 ÂL, ông cởi vây chạy theo hướng tây, vượt qua Hà Nam đến được Tảo Dương, Tương Dương thuộc Hồ Bắc, rồi rẽ về Hà Nam.
Tháng 9 năm thứ 5 (1866) ÂL, Niệp quân tại Hứa Châu thuộc Hà Nam  do bất đồng chiến lược, chính thức chia 2 ngả: bọn Tuân vương Lại Văn Quang, Lỗ vương Nhiệm Hóa Bang theo hướng đông bắc, nên gọi là Đông Niệp quân, bọn Lương vương Trương Tông Vũ, Ấu Ốc vương Trương Vũ Tước (con trai Trương Mẫn Hành – anh trai Nhạc Hành) theo hướng tây vào Thiểm Tây, nên gọi là Tây Niệp quân. Ông soái hơn 5 vạn người vượt qua Hoa Châu, Vị Nam, áp sát Tây An. Tháng 12 ÂL, nghĩa quân tiêu diệt 30 doanh quân Tương của Thiểm Tây tuần phủ Lưu Dung, giết bọn Tương quân đề đốc, Hán Trung trấn tổng binh Tiêu Đức Dương và Ký danh đề đốc Dương Đắc Thắng, Tiêu Tập Sơn, Tiêu Trường Thanh ở Thập Tự Pha thuộc Bá Kiều, phía đông Tây An, thừa thắng vây Tây An. Triều đình gấp mệnh cho Tả Tông Đường làm Đốc biện Thiểm Cam quân vụ, bọn Lưu Tùng Sơn, Lý Tường Hòa, Trương Tích Vinh nhận lệnh đưa quân Tương, Hoài đến cứu, nghĩa quân cởi vây, dời đi các nơi Hàm Dương, Đồng Châu, Lễ Tuyền, Tam Nguyên, Kính Dương.
Tháng 2 năm thứ 6 (1867) ÂL, Tây Niệp quân men bờ nam sông Vị tây tiến, đến được Vị Bắc, phối hợp với nghĩa quân người Hồi ở Thiểm Tây, gây nhiều khó khăn cho Tả Tông Đường. Bọn họ chuyển sang Thiểm Bắc, liên tiếp chiếm được An Tắc, Thiên Xuyên, Tuy Đức. Tháng 11 ÂL, Tông Vũ phá Đức Châu, nhận tin cáo cấp của Nhiệm Trụ thuộc Đông Niệp quân, lên đường đi cứu, ngày đêm không nghỉ. Ông theo lời của các bậc phụ lão, dùng kế vây Ngụy cứu Triệu, nhân lúc quân Tương, Hoài tập trung ở Sơn Đông, Trực Lệ trống rỗng, nhắm thẳng vào kinh kỳ, bức quan quân lui về. Tông Vũ soái nghĩa quân từ Duyên An đến Duyên Trường, dò biết mặt sông Hoàng Hà ở Long Vương Trường đang kết, nhưng quan quân ở bờ đông phòng thủ rất nghiêm, bèn mệnh cho Trương Trác (con trai thứ năm của Trương Mẫn Hành) đưa 500 người mang đoản đao, nhân đêm vượt sông, nhổ hết chông chà, đốt sạch doanh lũy. Ông tự nổi trống, thúc quân sang sông, phá Cát Châu , cướp Bình Dương , ra Hoành Lĩnh Quan, đi Trạch Châu – Lộ Châu . Nhằm tránh quan quân ở Sơn Tây, nghĩa quân bỏ qua các nơi Khúc Ốc, Viên Khúc, đi vòng núi Vương Ốc, tiến vào bắc bộ Hà Nam; tiếp tục bỏ qua Tế Nguyên, Hoài Khánh, Tân Hương tiến vào nam bộ Hà Bắc, rồi nhằm hướng bắc mà đi, từ Thúc Lộc  vượt sông Hô Đà nhằm cắt đuôi truy binh.

### Hai lần uy hiếp Bắc Kinh
Tháng giêng năm thứ 7 (1868) ÂL, Tông Vũ bắc tiến đến Định Châu, chuyển vào Nam Bì, đánh vỗ mặt Thiên Tân. Bắc Kinh chấn động, triều đình hạ chiếu giới nghiêm, gọi quan các tỉnh Tương (Hồ Nam), Sở (Hồ Bắc), Lỗ (Sơn Đông), Dự (Hà Nam), Trực (Trực Lệ), Hoàn (An Huy), Cát (Cát Lâm) về cứu. Ông đến Lư Câu Kiều thì gặp sương mù, muốn đợi sương tan thì quan quân đã ập đến. Lúc này, Tông Vũ biết rõ Đông Niệp quân đã bị tiêu diệt, Tây Niệp quân rơi vào nguy cơ bị bao vây 4 mặt. Tháng 3, nghĩa quân tổn thất 2 viên đại tướng là Hoài vương Khâu Viễn Tài và Ấu Ốc vương Trương Vũ Tước (có thuyết là tháng 6).
Hạ tuần tháng 4, Tông Vũ vượt qua Đức Châu, Thương Châu, lần nữa nhằm vào Thiên Tân. Cung thân vương Dịch Hân mệnh cho Tam Khẩu thông thương đại thần Sùng Hậu đưa đội thuyền buôn đi biển tăng cường phòng vệ; Tuy Viễn tướng quân Định An, phó đô thống Phú Hòa, đề đốc Trịnh Khôi Sĩ đều quay về cứu viện; thị lang Ân Thừa, phó đô thống Ngọc Lượng đưa quân bố phòng tại Vũ Thanh , còn sai Sùng Hậu nhờ thuyền buôn Anh, Pháp hiệp đồng bảo vệ Thiên Tân. Niệp quân ở các nơi Độc Lưu Trấn, Dương Liễu Trấn cướp thuyền vượt Vận Hà, nhưng gặp phải trận địa đại pháo dày đặc của đội thuyền đi biển, hết cách tiến lên, vào cuối tháng 4 đành phải nam hạ Sơn Đông.

### Kết cục không rõ ràng
Tháng 5, Tông Vũ đón đánh bọn Lưu Tùng Sơn, Trần Quốc Thụy, Trương Diệu, Tống Khánh ở Bạch Kiều, Tân Châu , thất bại; tái chiến ở Hải Phong , lại thất bại. Chạy đến Ngô Kiều, gặp phục binh của Chu Thịnh Ba, thua thêm lần nữa, cháu trai Trương Nhị Bưu và nhiều tướng lĩnh cờ vàng tử trận. Tháng 6, quân Hà Nam của Trương Diệu, Tống Khánh hội họp với các lộ quan quân, quay về đánh Niệp quân tại khoảng giữa Hoàng Hà và sông Đồ Hãi ở đông bắc Tế Dương, Tông Vũ đại bại, mất gần sạch chủ lực. Ông luẩn quẩn ở Yên Gia Độ, muốn vượt Hoàng Hà, nhưng nước sông dâng cao, rót vào Vận Hà thêm 3 thước, thủy quân triều đình đưa thuyền chở pháo đến tập kích dữ dội. Khâm sai đại thần Lý Hồng Chương áp dụng rất hiệu quả những biện pháp nhằm cắt đứt nguồn tiếp tế từ nhân dân, gây ra vô vàn khó khăn cho nghĩa quân; lại thêm trời mưa cả tháng, ngựa của Niệp quân không nhấc nổi chân. Nghĩa quân rơi vào cảnh khốn quẫn, mãnh tướng Trương Trác trên lưng ngựa vươn mình hái lê, bị đạn bắn băm bổ, nói dối là bệnh đậu mùa để yên lòng quân, không lâu sau thì chết.
Ngày 28 ÂL (tức ngày 18/6), Tây Niệp quân đánh trận cuối cùng ở phía nam trấn Trì Bình, huyện Trì Bình, Sơn Đông. Em trai Tông Vũ là Tông Đạo, Tông Tiên, con trai Trương Quỳ Nhi, cháu trai Trương Chấn Giang cùng bọn tướng lãnh Trình Đại Lão Khảm tử trận, nhưng Tông Vũ và Trương Ái (con trai thứ tư của Trương Mẫn Hành) thì mất tích. Ở bờ sông chỉ tìm được roi ngựa của Trương Ái.
Lý Hồng Chương dâng tấu chương nói rằng Tông Vũ chết đuối, bị Tả Tông Đường chỉ trích là không có bằng chứng. Thanh sử cảo thừa nhận không rõ kết cục của Trương Tông Vũ. Bởi không có sử liệu đáng tin cậy nào khác, nên từ điển Từ hải, Giang Thế Vinh – Niệp quân sử liệu tùng san, Trung Quốc cận đại sử tư liệu tùng san, Trung Quốc lịch đại thông sử diễn nghĩa - Thanh sử diễn nghĩa, Trung Quốc lịch đại nhân danh đại từ điển đều ghi chép tương tự.